# Orgullo (cómic)
El Orgullo (inglés: The Pride) es un equipo de supervillanos ficticios que aparece en cómics estadounidenses publicados por Marvel Comics. Los personajes se presentan como una organización criminal que controla el área de Los Ángeles en el Universo Marvel. Como son los padres y los enemigos iniciales y más prominentes que los Runaways han enfrentado, son quizás el mayor enemigo del equipo hasta la fecha. Orgullo se compone de seis parejas: los Wilder, que controlan una mafia local; los Yorkes, que viajan en el tiempo; los mutantes telepáticos Hayes; los invasores alienígenas Dean; los científicos locos Stein; y los magos oscuros Minoru.
El Orgullo a menudo se consideraba un eficiente equipo de supervillanos que impedía a otros villanos controlar Los Ángeles. Aunque el mundo real no sabía de la existencia del Orgullo, otros controladores de mafia que lo hicieron, como Kingpin, admiten que el grupo dirigía Los Ángeles con eficiencia y visión. El Orgullo apareció por primera vez en Runaways # 1, publicado por Marvel Comics en 2003, y fue creado por Brian K. Vaughan y Adrian Alphona.
Los integrantes del Orgullo también aparecen como los principales antagonistas en la serie de televisión Runaways, ambientada en el Universo cinematográfico de Marvel, donde la mayoría de ellos son presentados como padres que cuidan y actúan por el deseo de proteger a sus hijos de una amenaza mayor.

## Historia

### Orgullo original
Aunque Orgullo fue el centro de atención durante el primer volumen de la serie, su origen real solo se cubrió en la edición número 13. Las seis parejas fueron convocadas juntas en 1985 por los Gibborim, tres gigantes míticos que habían gobernado el mundo cuando "originalmente había sido una, serena utopía". Los Gibborim informaron a las parejas (que se revelaron como extraterrestres, viajeros del tiempo, magos, científicos, mutantes y criminales) que deseaban convertir el mundo en la misma utopía pacífica que había sido millones de años antes, pero no tenía la fuerza. El Gibborim requirió la ayuda de las seis parejas ("un Orgullo") para destruir todo el planeta, y cuando lograron su objetivo, seis de los doce que les sirvieron lo mejor serían capaces de gobernar el mundo con ellos, mientras que los otros seis perecerían con el resto de la raza humana. Las parejas estuvieron de acuerdo, y formaron Orgullo.
Los Gibborim requerían un sacrificio cada año durante veinticinco años para obtener su fortaleza. Durante este tiempo, los Gibborim recompensaron a Orgullo con riqueza y con mejoras en sus habilidades y poderes naturales para poder gobernar Los Ángeles, hasta el punto en que Norman Osborn los llama "la organización criminal dominante y más temida de la Costa Occidente". Todos los años, Orgullo se reunía en la residencia Wilder, usando la excusa de un "recaudador de fondos de caridad anual", mientras que en realidad, realizaban el "Rito de Sangre", el sacrificio ritual de una inocente joven víctima femenina; el espíritu de la víctima sería alimentado al Gibborim en el "Rito del Trueno".
Después de que Janet Stein quedara embarazada durante su tercer año como Orgullo, acordó terminar su lucha uno contra el otro. En lugar de que la mitad de las parejas sobrevivieran, tendrían un solo hijo, y esos niños recibirían los seis lugares en el próximo paraíso, permitiendo que el legado de Orgullo continúe. Desconocido para el resto de Orgullo, los Dean y los Hayes habían hecho un trato: asesinar al resto del Orgullo y llevarse los seis boletos al paraíso para ellos y sus hijas, Karolina Dean y Molly Hayes, considerándose superiores a las otras cuatro familias debido a sus habilidades naturales en comparación con la confianza de los demás en la tecnología y las herramientas.
Cuando Obadiah Stane tomó su compañía, Tony Stark se mudó a Los Ángeles después de salvar a un vagabundo con problemas psicológicos, pero involuntariamente atrajo la atención de Orgullo que creía que había venido a Los Ángeles específicamente para enfrentarlos. A pesar de sus intentos de eliminar a Stark al contratar a la Sociedad de la Serpiente para matarlo, Tony pudo montar una nueva compañía llamada Imperio Techworks, convenciendo a los lugareños para que invirtieran (con el nuevo Iron Man), adquisición de inversores japoneses después de derrotar a un monstruo), lo que lleva a Wilder a enviarle un mensaje a Tony sobre su presencia en la ciudad, exponiendo involuntariamente a Orgullo. Solo consciente de que la Sociedad de la Serpiente había sido enviada después de él por un hombre calvo, Tony había asumido que Stane había organizado sus ataques contra él. Aunque fue capaz de derrotar y encarcelar a Orgullo con la ayuda de los Illuminati cuando intentaron confrontarlo directamente, sabiendo que no podía mantener su "territorio" una vez que Orgullo había salido de prisión porque estaban demasiado bien conectados, Tony le entregó Imperio Techworks a uno de sus empleados y se fue después de dejarle un mensaje a Geoffrey Wilder... si Orgullo al dejar el Imperio solo, Tony no traería virtualmente todos los contactos sobrehumanos que poseía para atacarlos.
Diecisiete años más tarde, los niños de Orgullo sin darse cuenta ven el Rito de la Sangre y huyen. Con la ayuda del Teniente Flores de LAPD, sus padres enmarcan a sus hijos por el asesinato de la niña inocente que sirvió como su sacrificio más reciente. Una nota dejada en la casa de los Deans revela que uno de los Runaways es secretamente leal al Orgullo. El topo dentro de los Runaways saca de Orgullo su participación en Cloak y Dagger y alerta a Orgullo de su nueva guarida, lo que obliga a los Runaways a escapar.
Durante una ceremonia en el Rito del Trueno, Alex obtiene el Bastón de Uno de Nico, los Fistigons de Chase y el dinosaurio de Gertrude, Old Lace, manipulando a sus compañeros de equipo para que se derroten y se revela como el topo. En realidad, también descubrió la traición de los Deans y Hayes.
Alex manipuló a los Runaways como una forma de llevarse los seis boletos en el paraíso para él, sus padres, Nico y sus padres. Nico se niega brutalmente a su oferta, golpeando a Alex en el proceso. En segundos, los otros Runaways recuperan sus objetos robados de Alex. Molly aplasta el contenedor que transporta el alma de la última niña sacrificada, el Gibborim destruye a Alex, y la guarida submarina en la que ofrecen el alma se derrumba, atrapando al Orgullo dentro. Justo antes de que la guarida se derrumbe, el resto de Orgullo finalmente se entera de la traición de los Dean y Hayes.
Los Runaways asumen que Orgullo está muerto, a pesar de que no se encontraron cuerpos.
Con su derrota, las actividades y el alcance real de la influencia de Orgullo en L.A se denuncian al público, lo que da lugar a una serie de acusaciones, sobre todo dentro de la aplicación de la ley que van desde el robo hasta el homicidio. Tres meses después, un informe de noticias anuncia que el gobierno se niega a revelar detalles sobre Orgullo o los Runaways (que ahora son conocidos como los niños y los vencedores de Orgullo).

### El Nuevo Orgullo
Al final del número 6 de la segunda serie, una figura que había personificado a Chamber de los X-Men, implica que Alex Wilder resucitó, y formó un nuevo Orgullo usando algunas de las herramientas del equipo original, incluyendo el Minorus Chameleon Glamour, un pequeño talismán para disfrazar al usuario en cualquier forma. Más tarde usaron el Caldero de espías de los Minorus para espiar a los Runaways, que se habían marchado de la ciudad de Nueva York y estaban regresando a Los Ángeles. También obtuvieron la copia del Resumen de Steins. Más tarde se reveló que eran un grupo de antiguos amigos en línea de Alex en un juego de rol compuesto por Stretch, Hunter, Lotus y Oscar.
Más tarde se reveló que eran "el nuevo Orgullo". Hunter pirateó la cuenta del juego de Alex, y finalmente encontró el diario de su computadora y aprendió sobre Orgullo. Después de la muerte de Alex, los amigos encuentran ciertos objetos de Orgullo en un intento de recuperar a Alex, pero terminan matando a Oscar y trayendo una versión más joven del padre de Alex, Geoffrey, de un período de un año después de unirse a Orgullo. Geoffrey mintió al nuevo Orgullo actuando como el "buen chico" y diciendo que los Fugitivos mataron a Alex. Irónicamente, el nuevo Orgullo se formó porque los amigos de Alex afirmaron que querían convertirse en "miembros más responsables de la sociedad" y comenzar a actuar como adultos. La filosofía de los Runaways dice que no se debe confiar en los adultos.
Geoffrey Wilder asesina a Gertrude Yorkes como parte de un ritual de sacrificio, pero es capturado y devuelto a su propio tiempo (con su memoria borrada en el proceso). El nuevo Orgullo se disuelve después de que los Runaways revelan el verdadero objetivo de Geoffrey Wilder. Después de la muerte de Gert, Stretch ingresa a un centro de salud mental y Hunter se une al Cuerpo de Paz para expiar la "sangre" en sus manos. Lotus es secuestrado (o, como ella dice, "contratado") por Chase Stein para ayudarlo a resucitar a Gert. Cuando el intento falla, Chase suelta a Lotus, diciéndole que queme su copia del Resumen.

### Orgullo de Alex Wilder
Alex Wilder comienza una tercera encarnación de Orgullo donde ha conocido a los señores del crimen de Harlem, Black Mariah, Cottonmouth, Dontrell "Cockroach" Hamilton, Gamecock y algunas personas no identificadas para unirse a él. Alex Wilder luego se acercó a Tombstone y al Sr. Fish donde les cuenta sobre el grupo de su padre y que está comenzando una nueva encarnación del Orgullo en Harlem. Después, Alex Wilder golpea a Tombstone y destierra al Sr. Fish al Infierno.

## Miembros

### Miembros originales
A pesar de la lealtad del Orgullo entre sí, las divisiones y las alianzas habían sido comunes entre el grupo; de hecho, la más notable de la alianza fue los Hayes y Deans, que habían planeado traicionar a los demás miembros del Orgullo porque eran humanos. Todos los miembros de Orgullo reciben apodos del Gibborim.

#### La familia Wilder
Geoffrey y Catherine Wilder ("los Ladrones") son los padrastros de Alex Wilder. Son jefes del crimen que se hicieron pasar por empresarios. Manejaron el tráfico de drogas ilegales, el juego y el robo en Los Ángeles. Para esto, estos dos establecieron conexiones fuertes y poderosas en todo Los Ángeles, una razón por la cual Orgullo es capaz de incriminar a sus hijos por secuestro y asesinato. Geoffrey había liderado todo Orgullo. Geoffrey apareció originalmente como un hombre severo y degradante, que le había prohibido a su hijo jugar juegos de rol en línea. Su persona genial a menudo se distingue, lo que significa que otros personajes pueden detectar su actitud, como se evidencia cuando Nico es capaz de identificar una versión de 1985 de Geoffrey. Cuando los Gibborim los llamaron a la primera reunión, Geoffrey y Catherine habían huido de la policía, después de un nuevo robo, donde se reveló que Geoffrey y Catherine se habían fugado, desafiando los deseos de la madre de Catherine. Originalmente apareciendo como padres promedio, se muestra que los dos también pueden tener mal genio; cuando uno de los agentes de Orgullo le informó a Geoffrey que sus hijos se habían escapado, Geoffrey llevó una daga a la habitación de Alex; Más tarde, Catherine le disparó al mismo agente en la rodilla.
Geoffrey Wilder luego regresa, después de que un grupo involuntariamente trae una versión de 1985 de él de su época. Más tarde fue derrotado, y regresó a su tiempo con su memoria borrada por Nico.

#### La familia Yorkes
Dale y Stacey Yorkes ("los Viajeros") son los padres de Gertrude Yorkes. Son viajeros del tiempo que se hicieron pasar por anticuarios. Los dos, usando un portal especial en 4-D, viajaron todo el tiempo, y habían encargado un dinosaurio genéticamente modificado, relacionándolo mentalmente con su hija. Habían vivido en el siglo 87. Cuando los Gibborim los llamaron a la primera reunión, Dale y Stacey habían aterrizado accidentalmente en 1985, donde Stacey cita que fue "la peor década del siglo". Creyeron que Gibborim haría un mundo mejor, uno que no estaba lleno de superhéroes quién había frustrado sus planes en el pasado (y presumiblemente el futuro). Los dos tienen una forma de hablar distinta (a diferencia del resto de Orgullo, tienen un estilo de vida más antiguo), y a menudo implican que saben lo que sucederá en el futuro. Visten en estilos de piloto que se asemejan a los de Amelia Earhart, con gafas, bufandas y guantes. Más tarde se reveló que sus trajes eran en realidad avances técnicos; sus guantes causan fuego y escudos de contención. Los Yorkes aparecen como gente santurrona e insoportable, particularmente Stacey. Gert había tenido una fuerte aversión hacia sus padres a causa de un incidente que involucraba al cerdo doméstico de Gert, que los Yorkes odiaban; después de que Gert había estado jugando con él, se había ido brevemente para contestar el teléfono, y cuando regresó, descubrió que se había ido. Ella sospechaba a sus padres de la desaparición.
Cuando los Runaways fueron desplazados en el tiempo hasta 1907, se reveló que los fugitivos habían aterrizado en un tiempo que los Yorkes estaban visitando, donde los Yorkes son los jefes de una pandilla callejera superpoderosa conocida como los Sinners. Cuando Chase revela que Gert está muerto para Dale, este chasquea, lo que lo lleva a casi asaltar a Chase con sus guantes de fuego. Más tarde, Dale revela que los Yorkes tienen varios reinos a través del tiempo, y planean destruir todo 1907 Nueva York por el bien de su hija. Incapaz de borrar sus recuerdos ya que ella ya había usado ese hechizo, Nico detiene a los Yorkes con su hechizo más complejo hasta ahora ("El espectáculo debe continuar"), revelando un secreto doloroso sobre los Yorkes: los Yorkes recordarán todo lo que ahora saben sobre la próxima muerte de su hija, así como la propia, pero están encantados de no poder actuar de acuerdo con este conocimiento de ninguna manera, ni siquiera el uno para el otro; no pueden cambiar el futuro ni decir nada que pueda causar una paradoja del abuelo.

#### La familia Dean
Frank y Leslie Dean ("los colonos") son los padres de Karolina Dean. Son invasores alienígenas de Majesdane (el mundo natal de su raza) que se hicieron pasar por actores de Hollywood. Los Deans son comerciantes de armas intergalácticos para los Skrulls. En su forma alienígena, parecen humanoides con una piel brillante y tenue, y pueden manipular y controlar la energía solar para una variedad de propósitos. Cuando los Gibborim llamaron a los Deans para la primera reunión, los Deans estaban en un set de Hollywood para su espectáculo, General Hospital.]Los dos habían inhibido los poderes alienígenas de Karolina durante la mayor parte de su vida por medio de un brazalete de alerta médica que había sido forjado en un metal lejano, diciéndole que era alérgica a la penicilina. Frank había incluido a Karolina en su testamento con un documento en el que le ordenaba que se quitara el brazalete, pero Karolina había descubierto el testamento temprano. Frank y Leslie habían aparecido originalmente como una pareja feliz y sonriente que felicitaba a los poderes especiales de Karolina, pero a medida que avanzaban los problemas, se demostró que los dos tendrían temperamentos violentos y belicosos; cuando los Runaways combaten a sus padres con Molly Hayes, Leslie aparece bastante malvada, volviendo cada vez que la golpean; cuando Frank llegó de Nueva York y descubrió que su hija ya había salido de su casa y había descubierto sus poderes, había atacado violentamente a Víctor Stein que rugía por su hija. Los Deans también fueron los únicos que no querían un hijo. Sin embargo, Leslie finalmente creyó que un niño los pondría en la portada de la revista People. Los Deans habían conspirado con los Hayeses para matar el resto del Orgullo y llevarse los seis boletos en el paraíso para las dos parejas y sus hijas.
Cuando huye, Karolina conoce a Xavin, un extraterrestre, y se revela más acerca de los Deans: los Deans en realidad habían sido exiliados de su planeta por actividades delictivas; los dos emigraron a la Tierra, donde tomaron su apellido de un monumento a James Dean. Cuando el Príncipe De'zean de los Skrulls había llegado a la Tierra para conquistarla, Frank y Leslie lo habían detenido. A cambio, los dos dieron a los Skrull las coordenadas de un planeta mucho más valioso: Majesdane, el planeta natal de los Deans, que estaba escondido debajo de una estrella enana blanca. Para asegurar a los Skrulls que las coordenadas eran reales, los Deans le ofrecieron al príncipe la mano de su hija en matrimonio; por lo tanto, Karolina estaba comprometida con el hijo del príncipe, Xavin. Los Skrulls luego se fueron a destruir Majesdane, que culminó en una guerra de quince años. Los Deans habían creído en privado que Xavin moriría en la guerra y que no vendrían a recoger el acuerdo matrimonial. Más recientemente, Karolina tuvo un sueño que involucraba a sus dos padres; en una imagen dividida, Leslie llevó a Karolina a la Tierra, mientras que Frank arrastró a Karolina a una bola lechosa que era Majesdane. Más tarde, VaDanti, un soldado de Majesdania, reveló que fue específicamente Frank Dean quien le dijo a los Skrulls dónde se escondía Majesdane.
Daken, el hijo psicópata de Wolverine, invade Los Ángeles con la esperanza de usurpar el vacío dejado por el Orgullo. Comienza a tomar drogas que se mezclan con la sangre de Majesdania, conocidas como "píldoras de calor", pero sin saber que le está costando sus habilidades.

#### La familia Stein
Victor y Janet Stein ("los sabios") son los padres de Chase Stein. Son inventores brillantes de renombre mundial (Tony Stark una vez quedó impresionado por su trabajo) que son conocidos por hacer fortunas para lo que la gente cree que son necesidades. También hicieron guantes "armados" llamados Fistigons, gafas multiespectrales y el barco de transporte "The Leapfrog". Cuando los Gibborim los llamaron para la primera reunión, los Steins estaban en su laboratorio. En la parte posterior de la casa de Stein está su taller, que aparece como un pequeño cobertizo. Cuando se ingresa, el espacio es igual al de una gran cueva. Los Steins también son responsables del dinero que obtiene el Orgullo, ya que Victor reveló que él y Janet habían falsificado el nuevo billete de cincuenta dólares en dos minutos. Los Steins también han creado relojes que eliminan la electricidad, relojes que escanean los radares y los sentidos de la policía, creando el contenedor que transporta el alma que sacrifican, y se visten con atuendos científicos para sus villanos disfraces. El embarazo de Janet Stein es la razón por la que el Orgullo restante deseaba tener hijos, y comenzó la idea de ofrecer su lugar a un niño. Víctor es uno de los padres a menudo descrito como el más abusivo, ya que por primera vez golpea a Chase en la cara por obtener C, con Janet regañando levemente. Un comentario de Chase implica que su padre lo golpea regularmente. Chase cita más adelante que sus padres a menudo discuten. En la noche del Rito del Trueno, Víctor le dice a Geoffrey que realmente ama a su hijo, y Janet más tarde admite que no sabe cómo es su alma, a causa de los asesinatos.
Cuando Chase recibe la oportunidad de hacer que Gert vuelva a la vida, inmediatamente acepta tomarlo: sacrificar una vida inocente y Gert estaría viva. Chase acepta el trato y desea sacrificarse, porque se había dado cuenta de que era inocente; Victor a menudo abusaba de Chase cuando era joven, golpeándolo con una guía telefónica de Burbank, que Chase cita como "lo suficientemente fuerte como para herir, pero no dejar marcas". Janet luego puso la radio, para que no escuchara a su hijo llorar abajo. Víctor lo lastimaría por obtener una D en Álgebra, una multa de estacionamiento, o incluso si solo estaba teniendo un mal día. Chase nunca había pensado en ellos como buenas excusas, por lo que había empezado a inventarse el suyo, e incluso a creer en ellos, hasta que se dio cuenta de que era completamente inocente.

#### La familia Hayes
Gene y Alice Hayes ("los marginados") son los padres de Molly Hayes. Los dos son mutantes telepáticos que se hicieron pasar por médicos. Gene aparece por primera vez como un hombre muy incómodo, no dispuesto a hablar sobre la pubertad de su hija. Alicia es descrita como una madre fuerte y cariñosa, pero aún capaz de ofrecer a su propia hija como un rescate para capturar a los otros cinco Runaways. Cuando los Gibborim llamaron a los Hayes para la primera reunión, Gene y Alice habían sido hostigados por los vecinos, que les habían arrojado piedras por ser mutantes. Justo antes de que un furioso Gen estuviera a punto de proteger a una gimiente Alice, los Gibborim habían llamado a los dos. Esto condujo al fuerte odio de los Hayeses hacia los humanos, una razón por la que estaban dispuestos a conspirar con los Decanos para matar a los miembros humanos del Orgullo y garantizar los seis boletos en el paraíso para ellos, Molly y los tres Deans. Se reveló desde el principio que los Hayes no tenían idea de que Molly era una mutante, Molly había dado negativo para el gen mutante, pero cuando la supuesta pubertad de Molly era en realidad sus genes mutantes, los Hayes se sorprendieron. Los dos son telépatas, capaces de eliminar la memoria y la sedación, pero esto se ha revertido al menos en una ocasión, cuando habían limpiado a Cloak, el recuerdo de haber encontrado alguna vez a los Runaways, Cloak y Dagger viajaron de regreso a Nueva York, donde después de recibir un golpe en la cabeza, Cloak lo recordó.
Molly tuvo dificultades para creer que sus padres eran villanos por dos razones principales: debido a su edad y su poderosa creencia de que sus padres eran en realidad personas inocentes. Después de que Molly escapara de un villano llamado "el rector", Molly rescató a varios otros niños Runaways que habían pensado que sus padres eran villanos y les ofreció un lugar en el equipo. Cuando rechazaron y dijeron que irían con sus familias, Molly luego tuvo un sueño con sus padres, recordándole que todavía irían a ¨Disneyland, y Molly admitiendo ante la madre de su sueño que toda su experiencia como fugitiva fue una horrible pesadilla. El sueño de Alice consuela a Molly diciéndole que no fue más que un sueño, y que no se preocupe, porque está en casa.
Emma Frost luego menciona que conocía a los Hayeses; el Club Fuego Infernal originalmente había llegado a ellos, pero los Hayeses se negaron. Frost le dice a Cyclops que los Hayeses eran monstruos y sugirió que Molly probablemente estaría mejor sin ellos. Más tarde, Molly y su acompañante, Wolverine, son capturados por un súper villano que busca venganza contra los Hayeses por detener su intento por el territorio del Orgullo y por haber masacrado brutalmente a sus hombres y torturado sádicamente siete años antes. Felizmente confronta a Molly con la realidad del mal y el sadismo de sus padres, diciéndole que sus padres presuntamente mataron a muchas personas, incluidos niños, a menudo sin motivo alguno y disfrutaron torturándolos. Él planea exigir su venganza matando a Molly, aunque Wolverine logra derrotarlo. Después, Wolverine la consuela, afirmando que sus padres deben haberla amado realmente a pesar de ser súper villanos, aunque Molly acepta que eran "malas personas" y se da cuenta de que nunca verá a sus padres bajo la misma luz que antes.

#### La familia Minoru
Robert y Tina Minoru ("los magos") son los padres de Nico Minoru. Los dos son magos oscuros que se hicieron pasar por una pareja promedio, de iglesia y de clase media. Los dos son los menos apreciados por el Orgullo; en una holografía, se revela que los Steins y los Yorkes los consideran inestables porque son magos; los Deans y Hayes los odian porque son humanos; Geoffrey Wilder también critica a Robert en una ocasión. Cuando el Gibborim había secuestrado por primera vez el Orgullo para la primera reunión, los Minorus estaban en el día de su boda. Al llegar a la cámara de Gibborim con el resto del Orgullo, los dos desencadenaron rápidamente un agujero negro de murciélagos en el Orgullo. En su primera aparición, los dos aparecen como una pareja promedio, donde Robert no está dispuesto a llegar tarde, y Tina es fan de Oprah. Cuando los Fugitivos son testigos del Rito de la Sangre, ven que Robert dirige el hechizo de sacrificio encantado. Los Runaways ven a los Minorus en acción cuando son emboscados en el laboratorio de los Steins; Tina conduce sus poderes usando un Bastón místico conocido como el "Bastón del Uno", y Robert conduce sus poderes a través de un libro de hechizos. Tina intentó apuñalar a Nico con el Bastón, pero, debido a la magia innata de Nico y su vínculo hereditario con Tina, el Bastón fue absorbido por Nico, quien lo mantuvo. Más tarde se insinuó que hay más de un Bastón de Uno, como se muestra cuando Bo, la primera dama de un traficante de drogas en Nueva York, sabía del hechizo de Nico y Chase comentó que Nico tenía "un Bastón de Uno". Los Minorus, aunque mencionaron que solo "incursionaron" en las artes oscuras la primera vez que se reunió el Orgullo, recibieron suficiente poder místico por parte de los Gibborim para gobernar Los Ángeles e incluso más allá. En la batalla final con el Orgullo en el Vivero Marino, Nico ignoró los deseos de Wilders y sus padres de gobernar en el nuevo mundo. A pesar de todo, Tina le gritó a Nico que corriera mientras ella y Robert mantenían a raya al Gibborim, una razón por la cual los Fugitivos pudieron huir a un lugar seguro.
Los Minorus son considerados lanzadores de conjuros muy hábiles de las artes oscuras, capaces de evocar hechizos de varios efectos con conjuros hablados y sin conjuros, capaces de invocar murciélagos de la nada, dirigiendo el Rito de Sangre, engalanándose a sí mismos y a otros en sus disfraces, convocando al Bastón de Uno y un tomo encantado (el Abstracto), convocando trombas marinas, matando a una criatura prehistórica genéticamente modificada, teletransportando a un alienígena majesdaniano a su planetoide de origen en otra galaxia, congelando a otro, incluso un titular del Bastón de Uno en el tiempo, y proyectando energía explosiones de fuerza suficiente para contener a los Dioses Mayores (si solo por un momento). Los Minorus están involucrados con otros asuntos místicos como Dormammu y Agamotto. Sin embargo, por alguna razón (presumiblemente debido a la falta del Bastón del Uno porque Nico se lo robó), los Minorus parecían incapaces, a pesar de su inmenso poder y experiencia en magia oscura, de localizar a los Runaways, aunque eran como mucho varios kilómetros del Orgullo.
Cuando los Minorus combinan su fuerza, sin el uso de artefactos mágicos, son capaces de enviar a Frank Dean de vuelta al planeta de donde vino, mientras que el Hechicero Supremo, Doctor Strange, con acceso a todos sus propios objetos mágicos en el Sanctum Sanctorum, afirma él no puede traer a los Nuevos Vengadores a Japón a través de ningún medio mágico.
Más tarde, Robert y Tina aparecerán en un sueño que Nico tiene, donde los dos critican a Nico y la llaman puta por besar a Alex, Chase, Topher y Victor. Nico luego supera sus inseguridades previas al matar rápidamente a sus padres en su sueño gritando un hechizo, "¡y me gustabas más muerto!".
Los Minorus son mencionados a Nico por Marie LaVeau, quien revela que eran conocidos de ella, y que nunca estuvieron completamente comprometidos con el Sendero Oscuro, solo con el Orgullo, a diferencia de Marie. Marie le dice a Nico que los Minorus la usaron, se ganaron su confianza y la traicionaron, tomándose de ella el valioso y extraordinariamente poderoso "Black Mirror". El Espejo poseía la capacidad de mirar hacia otras dimensiones, e incluso el poder de viajar a través del tiempo, "si se usa correctamente". Maries agrega mordazmente que ciertos miembros del Orgullo, como los Yorkes, tenían acceso a los secretos del viaje en el tiempo, que no se compartían con el clan Minoru. Los Minorus estaban tan decididos a aprender sobre sus propios secretos pasados y familiares que usaron el Espejo para hacerlo. Sin embargo, independientemente de la visión que vieran, era tan aterrador que incluso ellos se pusieron nerviosos y sellaron mágicamente el Espejo para que nadie pudiera usarlo de nuevo, en lugar de causar un simple reflejo para mirar al espectador. Nico le dice a Marie que su sangre debe desbloquear el hechizo de bloqueo del Espejo, y Nico lo hace, aunque también, como pretendía, libera el Bastón del Uno. Nico enfrenta a Marie en un combate mágico directo y triunfa. Sin embargo, después de que Nico intenta sin éxito utilizar el poder del Espejo para revivir a Alex Wilder, Marie encuentra la última página de Darkhold, y le promete a Nico que se encontrarán de nuevo, dejando a la bruja adolescente mirando los restos destrozados del Espejo Negro, de hecho un espejo de su propia vida en ese momento.
Después de su muerte, su influencia aún vive: el "Nuevo Orgullo" encontró su piedra mágica mágica como parte del ritual para convocar a Geoffrey Wilder a su tiempo presente, y utiliza más de sus artefactos mágicos para su beneficio, como el Ojo-Espía. Caldero para espiar a los Runaways y el encanto del camaleón glamoroso que Wilder utilizó para ocultar su verdadera identidad mágicamente dándose la voz y la apariencia física de Cámara y Alex Wilder. Los Minorus también han hecho mención curiosa a Spine de Agamotto, un ser mágico benévolo y poderoso que es el principal mecenas del Hechicero Supremo y creador del Ojo de Agamotto para instalar un "lummox" como gobernador de Los Ángeles. Nico también asumió que los demonios de seguridad en su albergue estaban entre los antiguos hechizos de defensa de los Minorus, y según ella, los Silver Bullet Gang (una pandilla de hombres lobo) en realidad fueron expulsados de Los Ángeles por sus padres.
Monk Theppie, un aliado de Val Rhymin menciona que Robert Minoru, su (presuntamente último amigo), dijo una vez que todo es posible, y dice que echa de menos al Minorus, que parece estar a punto de llorar cuando piensa en ellos y dice que la escena mágica de L.A No ha sido lo mismo sin ellos: "Buenos tiempos". Esta relación pasada con los Minorus también se revela a Nico cuando los dos se enfrentan.

#### Exagentes
- Teniente Flores: miembro de LAPD. Le disparó en la pierna por Catherine Wilder por llevar Cloak y Dagger a L.A y luego Geoffrey Wilder lo mató después de que no pudo capturar a los niños.
- Alex Wilder: se reveló que era un espía de sus padres y del resto del Orgullo. Asesinado por el Gibborim.

### El "Nuevo Orgullo"
- Stretch: un niño obeso que vive con su abuela (había interpretado papeles de varias mujeres y superhéroes con escaso atuendo como Emma Frost, Ms. Marvel y Mujer Invisible). Armado con una espada hecha del mismo metal alienígena que el brazalete médico de Karolina, se había institucionalizado después de abandonar el grupo.
- Cazador: un joven delgado con una apariencia estereotipada más floja (había interpretado un papel como Hulk). Era un hacker con la habilidad suficiente para hackear no solo el Leapfrog, sino también los sistemas de Victor. Se unió al Cuerpo de Paz para expiar sus malas acciones.
- Lotus: una fanática de la fantasía femenina que participa en Renaissance Fairs (había actuado como Daredevil). Dado varios artefactos místicos, ella era la usuaria mágica del grupo. Ella eligió regresar a su vida cotidiana en un intento por superar sus propios demonios personales.
- Oscar: un hombre que a menudo fue despedido de muchos trabajos debido a que usaba las computadoras para juegos en línea (había actuado como Spider-Man).[22][50]

### Orgullo de Alex Wilder
- Alex Wilder - Líder
- Black Mariah
- Cottonmouth
- Dontrell "Cockroach" Hamilton
- Gamecock
- Scimitar

## Otras versiones

### Casa de M
El Orgullo se menciona como el gobernante sur de California en la realidad de la Casa de M. A diferencia de la realidad dominante, sus hijos se quedan con sus padres.

## En otros medios

### Televisión
El Orgullo aparece en la serie televisiva de Hulu Runaways, con Catherine Wilder interpretada por Angel Parker, Geoffrey Wilder interpretado por Ryan Sands, Leslie Dean interpretada por Annie Wersching, Frank Dean interpretado por Kip Pardue, Janet Stein interpretada por Ever Carradine, Victor Stein interpretado por James Marsters, Stacey Yorkes interpretada por Brigid Brannagh, Dale Yorkes interpretado por Kevin Weisman, Tina Minoru interpretada por Brittany Ishibashi, Robert Minoru interpretado por James Yaegashi, Gene Hernandez interpretado por Vladimir Caamaño y Alice Hernandez interpretada por Carmen Serano. Esta versión del Orgullo se formó por necesidad en oposición a motivos personales, ya que su benefactor Jonah (interpretado por Julian McMahon) los había chantajeado para que lo ayudasen. Sus antecedentes se basan más en que no poseen superpoderes, con muchas de sus actividades conocidas siendo posibles a través de la ciencia. Los Yorkes y los Stein cambian de roles con respeto a los cómics, siendo los Yorkes los científicos, y Victor Stein es el que está apasionado con los viajes en el tiempo.
- - Se describe a Geoffrey Wilder como un criminal con Catherine (de soltera Henderson) actuando como su abogada, con quien eventualmente se casa. Los persuaden para que trabajen con Jonah quien, a través de su ayuda, saca a Geoffrey de la prisión y lo hace trabajar en el negocio inmobiliario. Esto hace que el pasado criminal de Geoffrey lo alcance y perjudique a su hijo Alex.[55] Mientras Geoffrey está más relajado y menos dispuesto a cometer más sacrificios por el Orgullo, Catherine tiene más control; un ejemplo es que ella estaba dispuesta a inyectarle a Molly una droga experimental para que lo olvidara aunque existiera la posibilidad de que causara daño cerebral. Cuando Molly finge saber algo, Catherine le ofrece ayuda para contarle acerca de sus padres.[56] Cuando sus sospechas sobre Molly son ciertas, ella planea hacer algo con ella.[53] Geoffrey y Catherine luego convencen a los Yorkes de que envíen a Molly lejos cuando se vuelve evidente que ella sabe demasiado.[57] Geoffrey está enojado porque Jonás haya despedido a sus hombres en la compañía de perforación, una vez más mostrando su renuencia. Más tarde descubren que Alex había llevado su tarjeta de acceso al sitio de construcción.[58] Cuando Jonah comienza a amenazar a los niños, Geoffrey y Catherine intentan hablar con Karolina capturada, pero Jonah los rechaza. Los dos optan por encontrar a Alex por su cuenta y separarse del Orgullo.[59]
  - Leslie Dean es la líder de la Iglesia de Gibborim, una religión similar a Ciencióloga. Frank Dean es un exactor cuyo agente lo deja ir cuando su rostro se vuelve demasiado atado a la iglesia. Tampoco es parte del Orgullo y no tiene conocimiento de sus actividades.[60] Leslie es mucho más el que tiene el control del Orgullo cuyo principal objetivo es mantener vivos a su benefactor, Jonah, el verdadero padre de Karolina. Frank intenta comprometerse completamente con la iglesia yendo "Ultra", pero aparentemente falla.[55] Después, se revela que Frank conoce muy bien la relación sexual de Leslie con Jonah, pero se lo guarda para sí mismo.[53] A Frank se le ofrece un "nuevo trabajo" de parte de Jonah para ser un sanador y se compromete con la iglesia en gran medida a la sospecha de Leslie. Cuando Frank se da cuenta de que Jonah ha estado vivo por un largo tiempo, confronta a Leslie y le pide que lo sepa todo.[57] Aunque Leslie no le dice mucho a Frank, ella le ofrece que ayude a un Víctor fatalmente herido aunque esto fracasa. Frank supuestamente aprende más de su hija Karolina.[61] En retrospectiva, se revela que Leslie fue la que asesinó a los Hernández. Se demuestra que Frank se ha vuelto totalmente leal a Jonah y le han prometido el control de la Iglesia de Gibborim. Él le informa sobre el conocimiento de los niños y Jonah a su vez informa al resto del Orgullo. Cuando Leslie se une a los otros miembros del Orgullo para enfrentar a sus hijos, se sorprende al descubrir que Karolina puede brillar. Ella le informa a los otros miembros que no sabía sobre los poderes de su hija, pero que era "a lo que le tenía miedo".[58] Se revela que Frank ahora es un seguidor dispuesto de Jonah que, a pesar de estar molesto porque no es el verdadero padre de Karolina, decide ayudarlo en sus esfuerzos futuros. Leslie se da cuenta de que Jonah está buscando algo "vivo" debajo de Los Ángeles y convence a los Yorkes, a Minorus y a Janet para que la ayuden a derribarlo.[59]
  - Victor Stein es el CEO de una compañía fabricante de automóviles y transporte espacial llamada Nemo con su esposa Janet como empleada. Los dos tienen un matrimonio infeliz con Víctor por lo general reprendiendo a Janet, así como a su hijo Chase.[62] Debido a esto, Janet entra en una relación con Robert Minoru y los dos planean dejar a sus respectivas esposas.[56] Victor también tiene un tumor cerebral que le provoca fuertes dolores de cabeza y alucinaciones. Cuando descubre que Chase ha estado construyendo guanteletes especiales, se vuelve más cálido y lo acepta más y le permite conocer su estado.[55] Víctor descubre y luego cierra la cita de Janet y Robert y se derrumba de su tumor, que Janet desconocía. Después de ser salvado por Jonah, abraza a Janet y Chase con los brazos abiertos.[53] Con la sugerencia de Leslie, Janet termina su cita con Robert para estar con Víctor, quien comienza a sufrir el abandono de la droga que Jonah le dio. Él viene detrás de Chase con los fistigons (a pesar de que Chase le dice en el futuro que no los recoja) y Janet lo mata fatalmente.[57] Victor se mantiene en estado de coma para ser revivido para un momento posterior.[61] Janet cubre la ausencia de Victor ante el público y está "prohibida" en cualquier reunión directa. Después de que Jonah advierte a los miembros del Orgullo sobre sus hijos, Janet se da cuenta de que Chase había tomado los Fistigons y gafas de Rayos-X.[58] Más tarde, se ve a Jonah y Frank conspirando sobre el cuerpo de Victor para planes futuros. Janet luego se pone de parte de Leslie con la esperanza de derrotar a Jonah.[59]
  - Stacey y Dale Yorkes son bioingenieros en Synnergy Bioengineering que en sus continuos estudios con animales crearon un dinosaurio.[62] El dinosaurio comienza a responder a las órdenes de su hija Gertrude, que honestamente las sorprende.[63] También adoptan a Molly, cuyos padres murieron en un incendio antes del comienzo de la serie y se da a entender que estaban muy cerca de ellos.[56] Se representan como padres típicos de tipo nutricional de salud que secretamente quieren comer carne. Están mucho más dispuestos a dejar el Orgullo, pero tienen miedo de hacerlo después de que Catherine los amenaza.[63] Poco después se ven obligados a enviar a Molly cuando se descubre que ella sabe demasiado y les causa dolor.[57] Al enviar a Molly lejos, ella pierde toda la simpatía por ellos, entristeciendo inmensamente. También se muestra que tienen cierto grado de conocimiento médico aunque minimizan este atributo cuando lo estudiaron en los años 90.[61] Cuando Molly se escapa, Graciela llama a los Yorkes y les regaña enojadamente por los Hernández. Se dan cuenta de que habían descubierto lo que Jonah estaba haciendo, pero se ven obligados a enterarse de que Gert se había llevado a su dinosaurio.[58] Los Yorkes más tarde se enteran de que Jonah está cavando en busca de algo que esté "vivo" bajo L.A y se dan cuenta de que la muestra de la cura de Jonah puede ser de ingeniería inversa para derrotarlo. Se ponen de lado con Leslie para derribarlo.[59]
  - Tina y Robert Minoru son innovadores tecnológicos que dirigen WIZARD, una compañía que se especializa en diversos dispositivos inteligentes. Tina supuestamente creó el Bastón de Uno que se describe como tener "magia de alta tecnología". El personal, así como otros dispositivos, solo se pueden activar mediante un leve pinchazo en el dedo que extrae sangre y lee su ADN. Siendo que Nico comparte el 50% de su madre, también funciona para ella y Tina decide entrenarla para que lo use.[53] Tina es una mujer muy dura, ya que asusta a los Yorkes al dejar el grupo cuando intentaban huir a Yucatán.[63] Robert y Tina han tenido un matrimonio infeliz desde la muerte de su primera hija, Amy. Esto ha provocado que Robert empiece a engañar a Tina con Janet Stein.[56] Este secreto sale finalmente, causando mucho dolor a Tina.[53] Más tarde, Leslie Dean los convence de volver a estar juntos después de que Janet termina su cita con Robert.[57] Cuando Jonah sugiere sacrificar a Janet para revivir a un Victor críticamente herido, Robert se ofrece en su lugar debido a que no pudo proteger a su hija mayor, Amy. Tina lo salva y los dos supuestamente reafirman su matrimonio.[61] Sin embargo, Robert revela que todavía no están durmiendo en la misma cama. Se revela a través del flashback que Tina estuvo involucrada indirectamente en las muertes de Gene y Alice Hernandez. Más tarde descubren que Nico había tomado el Bastón del Uno.[58] Tina revela que estaba al tanto de las muertes de los Hernández a manos de Leslie, pero ella y Robert se sienten mortificados al saber que fue indirectamente responsable de la muerte de Amy. A pesar de esto, deciden asociarse con ella para derrotar a Jonah.[59]
  - Gene y Alice (los apellidos cambiaron de Hayes a Hernandez) son geólogos que enseñaron en la Universidad de Goodman.[58] Se demostró que se habían unido al Orgullo con falsas pretensiones y, al igual que el resto, fueron engañados para trabajar para Jonah.[53] Murieron en un incendio antes de que comenzara la serie, con su hija adoptada por los Yorkes.[56] Estuvieron muy cerca de ellos cuando salieron de una casa para ellos en Yucatán. Tina los amenaza de ir allí.[63] Tienen una pariente llamada Graciela Aguirre.[57] Ella le da a Molly una llave que lleva a una reveladora cinta VHS dejada por sus padres.[61] En "Doomsday", se revela que estaban estudiando inusuales compuestos de rocas brillantes y aparentemente habían descubierto los verdaderos objetivos de Jonah. Al intentar contactar a los Yorkes, son asesinados por una bomba colocada por Leslie.[58]

### Película
Aunque no se menciona por su nombre, Tina Minoru aparece en Doctor Strange, interpretada por Linda Louise Duan. Ella es representada como parte de la secta del Anciano. En Runaways se sintieron libres de cambiar el papel y crear una versión diferente de Tina Minoru ya que Duan no fue nombrada como el personaje de la película.

### Videojuegos
El Orgullo aparece en Lego Marvel Super Heroes 2. Aparecen en el DLC "Runaways".